# Acrodermatitis enteropática
La acrodermatitis enteropática es una enfermedad genética autosómica recesiva, causada por una deficiencia de zinc producto de un defecto en el transporte intestinal de zinc. El defecto genético afecta al gen SLC39A4 que codifica para el transportador intestinal ZIP4. Sin embargo, esta enfermedad puede desarrollarse también (debido a deficiencia en absorción del zinc) asociada a otras afecciones, como: enfermedad de Crohn, síndromes de malabsorción, pancreatitis crónica, síndrome del intestino corto, síndrome del asa ciega, enfermedad celíaca, enfermedad inflamatoria intestinal (EII) y enteropatía inducida por fármacos. Alcohólicos, vegetarianos, individuos con malnutrición e infantes prematuros, constituyen un grupo de riesgo para la deficiencia de zinc dietario, por lo que también pueden desarrollar acrodermatitis enteropática.
El cuadro clínico más común de la enfermedad consiste en placas eccematosas escamosas de color rosa distribuidas simétricamente en áreas periorificiales del cuerpo y en las extremidades distales. Además de estos signos, pueden expresarse también otra variedad de manifestaciones clínicas.
Fue descrita inicialmente por Brandt en 1936 y posteriormente identificada como una enfermedad definitiva por Danbolt y Closs en 1942.

## El zinc y la acrodermatitis enteropática
El zinc es un nutriente de gran importancia fisiológica debido a las diversas funciones que cumple en el metabolismo del cuerpo. Estas funciones se pueden describir en 3 grupos: función catalítica, función estructural y función regulatoria.

Como función catalítica, el zinc es componente esencial del sitio catalítico de muchas metaloenzimas, como la anhidrasa carbónica (indispensable para el metabolismo del dióxido de carbono en las células), la fosfatasa alcalina, RNA polimerasas, y la alcohol deshidrogenasa. En cuanto a función estructural, es un factor importante en la estructura de proteínas reguladoras de genes, ayudando al plegamiento adecuado de las mismas; estas proteínas regulatorias son importantes en la formación y mantenimiento de todos los tejidos, incluyendo la piel. Como función regulatoria, interfiere en diversos procesos celulares de gran importancia.
Concorde a su amplia función fisiológica, el zinc es altamente regulado mediante una familia de transportadores implicados en la homeostasis de este. El intestino delgado (específicamente duodeno y yeyuno) parece ser el sitio principal donde ocurre esta homeostasis, ya que posee el transportador de zinc ZIP4 que responde a la ingesta de zinc, por tanto, cuando es bajo el consumo de zinc incrementa la absorción intestinal y disminuye la pérdida intestinal de este nutriente.
En la acrodermatitis enteropática el gen SLC39A4 que codifica para el ZIP4 es defectuoso, originando un receptor no funcional, lo que implica una deficiencia severa en la absorción del zinc, ya que es el principal transportador de zinc del tubo digestivo, y consecuentemente los niveles de este nutriente en sangre disminuirán, afectando también las diversas funciones fisiológicas en las que se encuentra implicado.

## Manifestaciones clínicas
Generalmente los primeros signos y síntomas de la acrodermatitis enteropática ocurren en los primeros meses de vida, y con frecuencia después del destete. La enfermedad desarrolla placas eccematosas escamosas de color rosa (que pueden ser vesiculares, pustulares, o descamativas) o erupciones cutáneas psoriasiformes, en extremidades y en áreas anogenitales y periorificiales. El cabello frecuentemente puede tornarse de color rojizo, y la alopecia es característica. La función de los linfocitos y la captación de radicales libres se deteriora. Puede desarrollar conjuntivitis, blefaritis y distrofia corneal. Otras manifestaciones clínicas incluyen: retraso en crecimiento y desarrollo, lentitud mental, mala cicatrización de las heridas, anemia, fotofobia, queilitis angular, hipogeusia, glositis, estomatitis, anorexia, paroniquia, e hipogonadismo en niños y hombres. Son frecuentes las infecciones por bacterias y la superinfección por Candida albicans. Si la persona no recibe tratamiento, el curso de la enfermedad es crónico e intermitente pero con frecuencia es severamente progresiva.
La variedad de manifestaciones en esta enfermedad por malabsorción del zinc, se debe a que este participa en numerosas vías metabólicas como la del cobre, la de las proteínas, la de los ácidos grasos esenciales y la de las prostaglandinas, y también por ser activador de algunas metaloenzimas.

## Diagnóstico
Las manifestaciones clínicas de la enfermedad y bajas concentraciones plasmáticas de zinc, suelen ser indicadores utilizados para el diagnóstico de acrodermatitis enteropática. Sin embargo es difícil dar un diagnóstico a partir de la baja concentración plasmática del zinc, ya que los niveles de zinc en la sangre constituyen apenas el 0,1 % de los reservorios corporales de este nutriente.
En la evaluación inicial, niveles plasmáticos de zinc inferiores a 50g/dL sugieren la patología, pero no constituyen un diagnóstico de la misma. También se puede evaluar la concentración de zinc en eritrocitos y cabello, pero los valores de corte para definir niveles inferiores a los valores normales aún no han sido bien estandarizados. De igual forma, se ha pensado en medir concentración de enzimas dependientes de zinc, sin embargo, no se ha logrado llegar a un consenso acerca de cuál enzima es la más apropiada para realizar la medida. Medir la concentración de proteínas reguladas por zinc, es otra opción de diagnóstico. Los niveles séricos de albúmina también pueden ser medidos, ya que la concentración de zinc disminuye en estados de hipoalbuminemia, teniendo en cuenta que el zinc se enlaza a la albúmina para ser transportado en la sangre.
En cuanto a los cambios histopatológicos de la piel producidos por la enfermedad, se describe paraqueratosis y palidez de la epidermis

## Tratamiento
La terapia usada para la acrodermatitis enteropática, consiste en la suplementación del zinc. A pesar de que el transportador intestinal Zip4 no es funcional, con la suplementación de zinc se incrementa la absorción paracelular del nutriente.
El tratamiento puede ser iniciado con dosis de 3mg/kg/24hr (hay 50 mg de zinc por cada 220 mg de sulfato de zinc). Se debe hacer un monitoreo cada 3 a 6 meses de enzimas dependientes de zinc para ajustar la dosis apropiada del tratamiento. Con la suplementación del zinc, se suprimen rápidamente las manifestaciones clínicas de la enfermedad. Sin embargo, la administración de las dosis debe realizarse con mucho cuidado, ya que grandes sobredosis de zinc pueden causar una falla orgánica multisistémica fatal.